# Rivière de Bainet
Rivière de Bainet är ett vattendrag i Haiti.   Det ligger i departementet Sud-Est, i den södra delen av landet, 60 km sydväst om huvudstaden Port-au-Prince.